# ضاحی النوبی
ضاحی النوبی (انگلیسی: Dahi Al Naemi؛ زادهٔ ۵ سپتامبر ۱۹۷۸) بازیکن فوتبال اهل قطر است.

## باشگاهی
از باشگاه‌هایی که در آن بازی کرده‌است می‌توان به ام صلال، السد، الوکره و الریان اشاره کرد.

## تیم ملی
وی همچنین در تیم ملی فوتبال قطر بازی کرده‌است.